# Rajd Internacional TAP 1972
Rajd Internacional TAP 1972 (Rali Internacional TAP) – 6 edycja rajdu samochodowego Rajd Internacional TAP rozgrywanego w Portugalii. Rozgrywany był od 10 do 15 października 1972 roku. Była to dwudziesta runda Rajdowych Mistrzostw Europy w roku 1972 oraz dziesiąta runda Rajdowych Mistrzostw Portugalii.

## Klasyfikacja rajdu
| Miejsce                      | Kierowca                     | Pilot                        | Samochód                     | Czas                         | Strata                       |                              |
| Klasyfikacja generalna i ERC | Klasyfikacja generalna i ERC | Klasyfikacja generalna i ERC | Klasyfikacja generalna i ERC | Klasyfikacja generalna i ERC | Klasyfikacja generalna i ERC | Klasyfikacja generalna i ERC |
| ---------------------------- | ---------------------------- | ---------------------------- | ---------------------------- | ---------------------------- | ---------------------------- | ---------------------------- |
| 1.                           | Achim Warmbold               | John Davenport               | BMW 2002 Ti                  | 5:51:03                      | 0.0                          |                              |
| 2.                           | Bernard Darniche             | Alain Mahé                   | Alpine-Renault A110 1800     | 6:00:05                      | +9:02                        |                              |
| 3.                           | Björn Waldegård              | Hans Thorszelius             | Citroën SM Bandama           | 6:08:54                      | +17:51                       |                              |
| 4.                           | Tony Fall                    | Mike Wood                    | Datsun 240Z                  | 6:11:08                      | +20:05                       |                              |
| 5.                           | Alcide Paganelli             | Ninni Russo                  | Fiat 124 Abarth Spider       | 6:26:24                      | +35:21                       |                              |
| 6.                           | Giovanni Salvi               | Luigi Valle                  | Porsche 911 S                | 7:11:08                      | +1:20:05                     |                              |
| 7.                           | Américo Nunes                | António Morais               | Porsche 911 S                | 7:26:07                      | +1:35:04                     |                              |
| 8.                           | Marie-Claude Beaumont        | Christine Giganot            | Opel Ascona SR               | 7:26:41                      | +1:35:38                     |                              |
| 9.                           | Jannie Kuun                  | Kassie Kasselman             | Volvo 142                    | 7:27:26                      | +1:36:23                     |                              |
| 10.                          | Wim Luijbregts               | Kees Luijbregts              | DAF 55                       | 7:27:30                      | +1:36:27                     |                              |